# بنيامين وارف
بنيامين وارف (بالإنجليزية: Benjamin Warf )‏ هو طبيب أعصاب أمريكي. مُنح زمالة ماك آرثر في عام 2012.

## عمله
يعمل بنيامين وارف أستاذاً لجراحة المخ والأعصاب في مدرسة طب هارفارد. كما أنه يعمل في هيئة تابعة لقسم الصحة العالمية والطب الاجتماعي في مدرسة طب هارفارد. وهو عضو في مجلس أمناء CURE الدولي ويعمل كمدير طبي لبرنامج استسقاء الرأس. كما أنه يعمل في فريق الخبراء العالميين من الاتحاد الدولي لإستسقاء الرأس وكان رئيس اللجنة التنفيذية للتحالف العالمي.
نشأ وارف في بيكيفيل، كنتاكي، حيث كان والده قس. بعد تخرجه من كلية الطب بجامعة هارفارد في عام 1984، أكمل تدريبه في مجال جراحة الأعصاب في جامعة كيس ويسترن في عام 1991، وكان أول زميل في جراحة المخ والأعصاب للأطفال في مستشفى بوسطن من عام 1991 حتى عام 1992. التحق بكلية الطب بجامعة كنتاكي في 1992، حيث شغل منصب رئيس جراحة المخ والأعصاب للأطفال ومدير التعليم الجراحي حتى عام 2000.
في عام 2000، انتقل وارف وزوجته وأطفاله الستة إلى أوغندا للمساعدة في مستشفى الأطفال في أوغندا، وهي المستشفى الوحيدة المتخصصة في جراحة المخ والأعصاب للأطفال في أفريقيا في جنوب الصحراء الكبرى. شغل وارف هناك منصب المدير الطبي ورئيس الجراحة حتى عام 2006. وإلى الآن لا تزال المستشفى جزءا من شبكة CURE الدولية ومن المستشفيات التخصصية الجراحية للأطفال في البلدان النامية، وتؤدي حاليا أكثر من 1200 عملية جراحية في الأعصاب للأطفال كل عام. ومن خلال التدريب والتطوير المهني، أصبحت المستشفى تعمل الآن بكامل طاقتها من قبل أطباء الأعصاب والممرضين الأوغنديين. أنشا وارف برنامج CURE Hydrocephalus الذي يدرب ويزود جراحي الأعصاب من البلدان النامية لعلاج استسقاء الرضع باستخدام تقنية التنظير الداخلي (ETV/CPC) التي تقلل إلى حد كبير من عدد الأطفال الذين يحتاجون إلى الزرع والاعتماد مدى الحياة على التحفيز البطيني الصفاقي.
وبصفته المدير الطبي لمستشفى CURE للأطفال في أوغندا، استخدم وارف أقل الطرق تكلفة وأقلها في المخاطر للعلاج النموذجي لإستسقاء الرأس. ويعرف هذا الإجراء باسم (ETV/CPC)، وهو مزيج من التنظير البطيني الثالث بالمنظار وكي الضفيرة المشيمية، يتم تنفيذها حاليا في المراكز الطبية الرئيسية للأطفال في جميع أنحاء أمريكا الشمالية. وبالإضافة إلى ذلك، كان وارف أول من أثبت أن التهاب البطين الوليدي من أكثر الأسباب شيوعا لإستسقاء الرأس في الرضع.
حصل وارف على الجائزة الإنسانية من الجمعية الأمريكية للجراحين الأعصاب.